# Jacques F. Acar
Jacques Fouad Acar (Dakar, 13 de abril de 1931-París, 27 de marzo de 2020) fue un médico y microbiólogo francés especializado en antibióticos.

## Biografía
Acar dejó Senegal en 1948 para sus estudios en la Facultad de medicina de París. Se graduó en 1954 y completó su servicio militar como médico de campo en África subsahariana. Fue nombrado jefe de la clínica de enfermedades infecciosas en el Hospital Bichat-Claude Bernard en París en 1962. 
En 1966 fue nombrado jefe del Departamento de Microbiología Médica y Enfermedades Infecciosas en el Hospital Saint-Joseph en París, permaneciendo allí hasta 1999. Al mismo tiempo, fue jefe de Microbiología Médica en el Hospital Broussais. Fue profesor de microbiología médica en la Universidad Pierre y Marie Curie desde 1973 hasta 1980, y fue jefe de dicho departamento desde 1980 hasta 2000. 
Acar fue presidente del grupo de trabajo de la Organización Mundial de la Salud sobre resistencia a los antimicrobianos entre 1992 y 1996. Se desempeñó como editor en jefe de Microbiología Clínica e Infección desde 1995 hasta 2000, y experto para la Organización Mundial de Sanidad Animal desde 1999 hasta su muerte. En 2015, se convirtió en parte de un grupo de trabajo del Ministerio de Salud francés para la resistencia a los antimicrobianos. 

## Muerte
Después de una conferencia en los Estados Unidos, Acar fue hospitalizado el 22 de marzo de 2020 y murió en París a los ochenta y ocho años de la enfermedad COVID-19 el 27 de marzo. Su muerte fue muy llorada en el mundo científico, incluidos muchos de sus antiguos alumnos y colegas, como el profesor Didier Raoult.
A lo largo de su carrera, organizó seminarios y enseñanzas en más de veinte países de todo el mundo. Fue autor de más de 500 publicaciones.